# Francisco Garnica Narváez
Francisco Garnica Narváez, né en 1940 à Palmira et mort le 15 décembre 1965 à Cali, est un homme politique colombien, un leader de la jeunesse, membre du Comité central de la jeunesse communiste (JUCO), fondateur du Parti communiste marxiste-léniniste de Colombie (PCC - ML) et membre de son Comité exécutif central.

## Biographie
Francisco Garnica Narváez, né dans une famille modeste, est le fils de Francisco Garnica et de Leonor Narváez. Très tôt, il s'impose et devient leader de la jeunesse communiste colombienne (JUCO), il est désigné secrétaire politique de la fédération et présente un rapport intitulé « Préparons l'assaut contre le pouvoir ». En 1964 il est au Parti communiste de Colombie – marxiste-léninisteet adhère au conseil d'administration du Xe Congrès du PCC - ML, congrès fondateur aux côtés de Pedro Hernando Vásquez Rendón.
Francisco Garnica Narváez et deux autres jeunes leaders du Parti communiste de Colombie – marxiste-léniniste (PCC - ML) et du JUCO, Carlos Alberto Morales et Ricardo Torres, sont intégrés dans la Valle del Cauca à la direction du travail du parti et à la préparation des conditions pour l'émergence de l'EPL dans sa zone montagneuse, avec le commandement d'un leader paysan expérimenté et des expériences antérieures de guérilla.
Dans la région, Jesús María Alzate, alors qu'il se rendait dans la zone rurale pour assister à une réunion dans un village de la municipalité de Guacarí, est intercepté par la police, capturé et remis à l'armée. Les militaires emmènent ces quatre prisonniers à la ville de Cali, capitale du département du Valle del Cauca, dans les bâtiments de la IIIe Brigade de l'Armée nationale. Ils sont torturés puis assassinés le 15 décembre 1965.

### Hommage
- En sa mémoire, plusieurs organisations militaires de l'EPL portent son nom.
- Le groupe Caraballo sous le nom de Front Francisco Garnica Narváez accuse le prêtre Javier Cirujano Arjona de collaborer avec les paramilitaires. Ils le kidnappent, le torturent et l'assassinent le 29 mai 1993.